# جوليو ركه
جوليو ركه (بالإيطالية: Giulio Racah)‏ (بالعبرية: ג'וליו רקח) (9 فبراير 1909 - 28 أغسطس 1965) هو فيزيائي ورياضياتي إيطالي-إسرائيلي.

## السيرة الذاتية

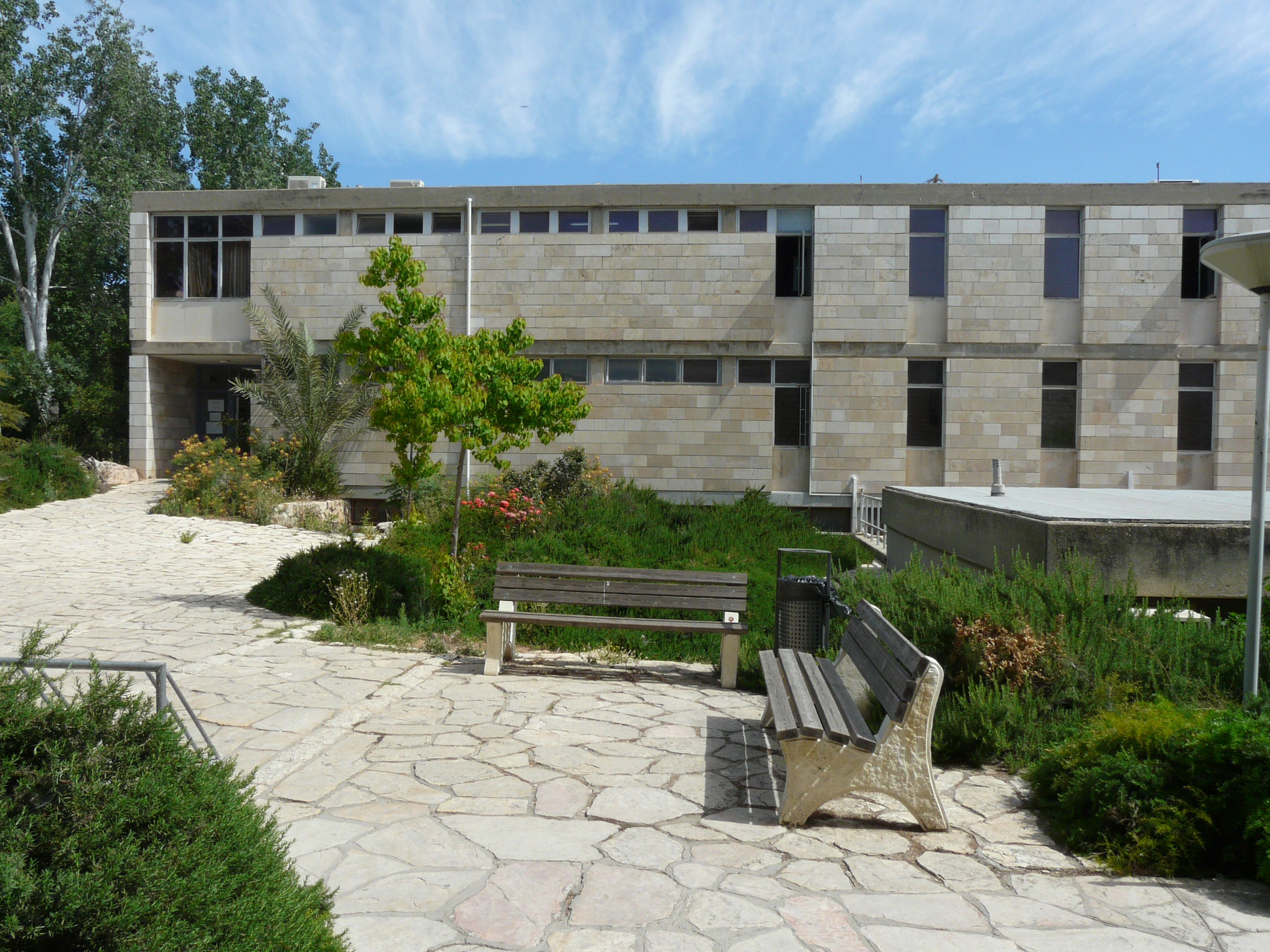
معهد ركه للفيزياء في الجامعة العبرية في القدس بتلة الشيخ بدر الموجودة بالقدس

ولد في فلورنسا، إيطاليا، وقد حصل على شهادة جامعية من جامعة فلورنسا عام 1930، ثم درس في جامعة روما سابينزا مع إنريكو فيرمي. في 1937، عيِّن أستاذا للفيزياء في جامعة بيزا. في 1939، هاجر إلى الانتداب البريطاني على فلسطين وذلك بسبب تطبيق قوانين ضد اليهود في إيطاليا، فتم تعيينه أستاذا للفيزياء النظرية في الجامعة العبرية في القدس، بعدها أصبح عميد كلية العلوم، ثم عميد ونائب رئيس الجامعة. وقد تمت تسمية معهد الفيزياء في الجامعة العبرية ب«معهد ركه للفيزياء».
وأثناء حرب 1948، تقلد ركه منصب نائب قائد القوات الإسرائيلية التي تدافع عن جبل المشارف.
كانت أبحاث ركه ترتكز أساسا ً في مجال ميكانيكا الكم والمطيافية. وهو أول من وضع منهجية الإجراءات العامة لتصنيف مستويات الطاقة للغلاف مفتوح الذرات. ولا يزال هذا الأسلوب مستخدما إلى يومنا لحساب هيكل الذرات. هذه الشكلية وصفها ابن عمه أوغو فانو في دراسة له عام 1959.
في الفترة من 1942 إلى 1948 كان عضوا في منظمة هاجاناه.
توفي ركه عام 1965 عن عمر ناهز 56 سنة في منزل أسرته بفلورنسا على إثر تسرب الغاز، بعد أن عاد من مؤتمر في أمستردام.

## الجوائز
في 1958، حصل ركه على جائزة إسرائيل تقديرا لمساهماته في العلوم.